# Cryptanura striata
Cryptanura striata är en stekelart som beskrevs av Gaspard Auguste Brullé 1846. Cryptanura striata ingår i släktet Cryptanura och familjen brokparasitsteklar. Inga underarter finns listade i Catalogue of Life.